# جيرالدين والثر
جيرالدين والثر (بالإنجليزية: Geraldine Walther)‏ هي عازفة كمان ‏ أمريكية، ولدت في 22 يوليو 1950 في تامبا في الولايات المتحدة.

## وصلات خارجية
- جيرالدين والثر على موقع ميوزك برينز (الإنجليزية)
- جيرالدين والثر على موقع أول ميوزيك (الإنجليزية)
- جيرالدين والثر على موقع ديسكوغز (الإنجليزية)